# Sphaerotheca breviceps
Sphaerotheca breviceps es una especie de anfibio anuro de la familia Dicroglossidae. Se distribuye por el sur de la India. Se consideraba que su área de distribución era más amplia e incluía buena parte del sur de Asia, pero ahora esas poblaciones se asignan a diferentes especies: Sphaerotheca pluvialis, Sphaerotheca swani y Sphaerotheca maskeyi. Se puede encontrar en muy diversos hábitats: bosques, plantaciones, zonas de matorral, pastizales y zonas urbanas.